# Мирослав (казнац)
Мирослав (фл. 1305–06) је био српски племић са титулом казнаца. Служио је краљу Стефану Милутину (р. 1282–1321).
Био је међу сведоцима који се помињу у повељи коју је манастиру Ратцу издао краљ Милутин 1306. године, поред племића челника Бранка и жупана Владислава, који је носио титулу казнаца. Мирослав је држао околину Врања, док је тепчија Кузма држао жупу Врање.